# Рингла
Рингла је део шпорета или штедњака. То је мали диск који се електричном енергијом загрева до високих температура или мали ограђени извор пламена, који настаје сагоревањем гаса или плина (пропан или бутан). Храна се на њима загрева посредством посуде - шерпе, лонца или тигања - која уместо припремане хране бива директно изложена топлоти или пламену и постепено је преноси на храну.
Укључивљње, искључивљње и подешавање температуре на рингли се врши помоћу посебних прекидача (преклопника ).
Етимологија речи: од немачке речи "Ringel" (кружић). Још вероватније од множине, кружићи (Ringeln), као код „шпорета“ на дрва (на чврсто гориво) који имају више концентричних кружића на једном грејном месту.
Код старијих шпорета је постојала горња грејна плоча (уместо рингли) која се по негде називала „плотна“.
Савремени електрични штедњак нема рингле већ има посебну грејну плочу, такозвана „индукциона плоча“, која магнетном индукцијом директно зарева шерпу или лонац тако да нема расипања топлотне енергије.